# Disciples: Święte ziemie
Disciples: Święte ziemie (ang. Disciples: Sacred Lands) – strategiczna gra turowa z serii Disciples stworzona przez studio Strategy First i wydana 28 września 1999. 
Sposób rozgrywki w grze jest zbliżony do bardziej popularnej serii Heroes of Might and Magic. Mamy w niej do dyspozycji kampanię dla każdej rasy, wiele pojedynczych potyczek oraz edytor map, dzięki któremu możemy stworzyć własne plansze oraz sagi. Główna fabuła gry opowiada historię między czterema nacjami – Imperium (ludzie), Górskimi Klanami (krasnoludy i giganty), Przeklętymi Legionami (demony i opętańcy) oraz Nieumarłymi Hordami (ożywieńcy i upiory). Każda z nich chce przejąć dominację nad Świętymi Ziemiami.
W grze są do wyboru trzy typy władców – wojownika, maga oraz mistrza gildii. Każda typ ma swoje zalety oraz wady. Podczas rozgrywki mamy także dużą swobodę działania – to od nas zależy, czy za zdobyte pieniądze będziemy rozbudowywać miasta, najmować bohaterów i żołnierzy czy kupować czary oraz przedmioty. W przeciwieństwie do Heroesów naszych jednostek nie nabywa się "na ilość", tylko "na jakość". Do drużyny najmujemy tylko po jednej jednostce, która po stoczonych bitwach będzie zdobywać doświadczenie i awansować na wyższe poziomy, zwiększając przy tym swoje punkty życia, zadawane obrażenia itp, oraz zmieniając wygląd postaci. Tak samo ma się sprawa z bohaterami – przy awansie zdobywamy nowe umiejętności, które sami sobie wybieramy. Oprócz tego dysponujemy także specjalnymi typami dowódców – "różdżkarzami", którzy mogą przejmować kopalnie i zasoby, oraz złodziejami, którzy mogą wykonywać zadania specjalne. Jednostki niebędące bohaterami też są podzielone na typy: Wojownicy, łucznicy, magowie, wsparcie. Każda nacja ma odmienne dla siebie jednostki, ich cechy oraz możliwości rozwoju np. Przeklęte Legiony mają bardzo wiele możliwości rozwoju magów, a Górskie Klany wojowników itp.
Dysponujemy także ok. 100 czarami różnych typów – mogą one zadawać obrażenia wrogim drużynom, leczyć nasze jednostki, przyzywać potwory itp. Rodzaje czarów jakie posiadamy zależą od rasy jaką gramy (Imperium i Górskie Klany dysponują czarami defensywnymi, a Przeklęte Legiony i Nieumarłe Hordy ofensywnymi)